# 帕斯卡尔·希姆邦达
帕斯卡尔·希姆邦达（法語：Pascal Chimbonda，1979年2月21日—），乃一名在法屬圭亞那出生的法國足球運動員，司職後衛，主要時間以右閘上陣，但他可以踢後防所有位置。

## 生平

### 球會
早期發展
希姆邦达早年出身於法國小型球會勒哈費爾，第一次上場是在2000年4月對斯特拉斯堡的一場聯賽。他在這家球會效力了四年，直至勒哈費爾降級至乙組為止。之後他轉會至另一家小型球會巴斯蒂亞，球隊最後也是降級收場。
韋根
他拒絕法國大球會馬賽的邀請，但最後卻以50萬英鎊轉會費轉投剛升上英超的威根，簽約三年。2005/06年球季，占邦達在韋根的表現出色，攻守俱備，是韋根能在首度參加英超聯賽仍能留班的重要功臣。該季，他更力壓、等著名右後衛入選英格蘭職業足球運動員協會（Professional Footballers Association，簡稱PFA）年度最佳陣容。
由於在韋根的出色表現，他受到其他英超球會招攬。占邦達原本合約條文寫占邦達如有有球會交出100萬英鎊轉會費可以自由轉會（及後再作商討後取消）。在2006年5月26日，2005/06年球季最後一日，在球隊不敵阿森纳後，提出轉會要求。這令韋根管理層非常憤怒，因占邦達剛於6個月前續約四年。故此，韋根向其他球隊要求很高轉會費，並告知占邦達如果沒有球隊提出收購，占邦達就會被要求轉到預備組直至合約完結。
熱刺在轉會市場分別提出200萬及300萬英鎊轉會費收購皆被韋根拒絕，指出遠低到於600萬英鎊轉會費的要求。及後西汉姆联提出400萬英鎊轉會費共亦被拒。
占邦達在2006年8月6日最後一次為韋根上陣，在對雷丁的比賽中79分鐘入替。
熱刺
占邦達在2006年8月31日轉會市場期限屆滿時，正式與熱刺簽約，轉會費為450萬英鎊。占邦達於2006年9月9日在對曼联的比賽中首次為熱刺上陣。
占邦達在期後對切尔西的比賽中被弄傷膝關節韌帶但仍繼續比賽，得到領隊馬田·祖爾的稱讚。但期後在2007年1月14日日對纽卡斯尔联比賽中跟發生衝擊，令兩隊關係緊張。
他之後憑著出色表現成為主力，其中在2007年1月20日對賽富咸時射入了他在熱刺的第一球，為球隊追平(1-1)。但是在2008年3月12日，占邦達在欧洲联盟杯十六強對賽PSV埃因霍温時，在互射十二碼時射失，令球隊出局。
新特蘭
其後，在熱刺度過兩個球季後，他跟隨隊友泰尼奧在2008年7月26日加盟新特蘭，但未獲重用，雖然在領隊轉變後上陣機會增加，但最後僅獲上陣16場。
重返熱刺
2009年1月26日，占邦達重返热刺，轉會費未有透露。占邦達在熱刺穿上21號球衣，但在歐洲足協盃的賽事上，他穿上97號球衣出賽。由於熱刺閘位有人滿之患，在聯賽僅取得1次正選及2次後補上陣機會。
布力般流浪
2009年8月27日占邦達轉投布力般流浪，轉會費約200萬英鎊，簽約兩年。由於在球隊上陣機會屈指可數，加他並不在新任領隊史蒂夫·基恩（Steve Kean）的長遠計劃內，故於2011年1月20日提前解離隊。
昆士柏流浪
2011年1月21日占邦達加盟英冠球會昆士柏流浪，簽約至球季結束。於後補上陣3場後，在4月21日獲告將不會提供長約後再沒有上陣機會。
唐卡士打
2011年9月28日占邦達再以短約形式加盟另一支英冠球隊唐卡士打，簽約至翌年1月，於上陣5場後，在12月29日獲延長合約至球季結束。
卡莱尔
2013年10月18日，34歲的占邦達獲英甲卡莱尔提供一份3個月短合約，時任卡莱尔領隊球員期間曾與占邦達一同效力韋根及新特蘭。

### 國家隊
許多人熟知占邦達是在法國國家隊出戰2006年世界杯時，主教練挑選了占邦達入伍。當時外界普遍質疑，蓋因之前占邦達從未入選國家隊，同時也只是效力一些小型球會。世界盃期間他未有上陣，只是後備性質。

## 榮譽
法國國家隊
- 德國世界盃亞軍

韋根
- 2006年英格蘭聯賽盃亞軍

热刺
- 2008年英格蘭聯賽盃冠軍

## 外部連結
- 足球数据库：占邦達的球员统计数据
- 占邦達新特蘭官方球員介紹 （页面存档备份，存于）